# Кухоль

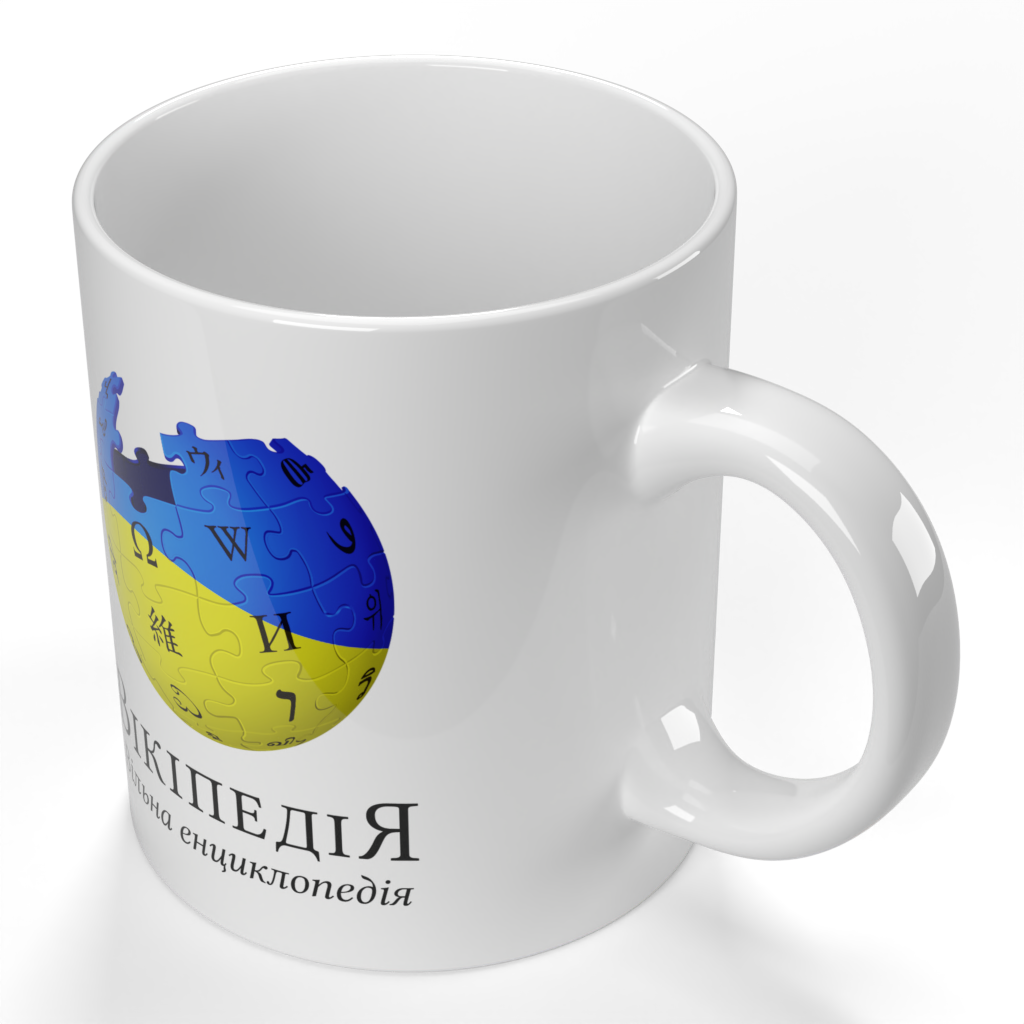
Керамічний кухоль з логотипом Вікіпедії

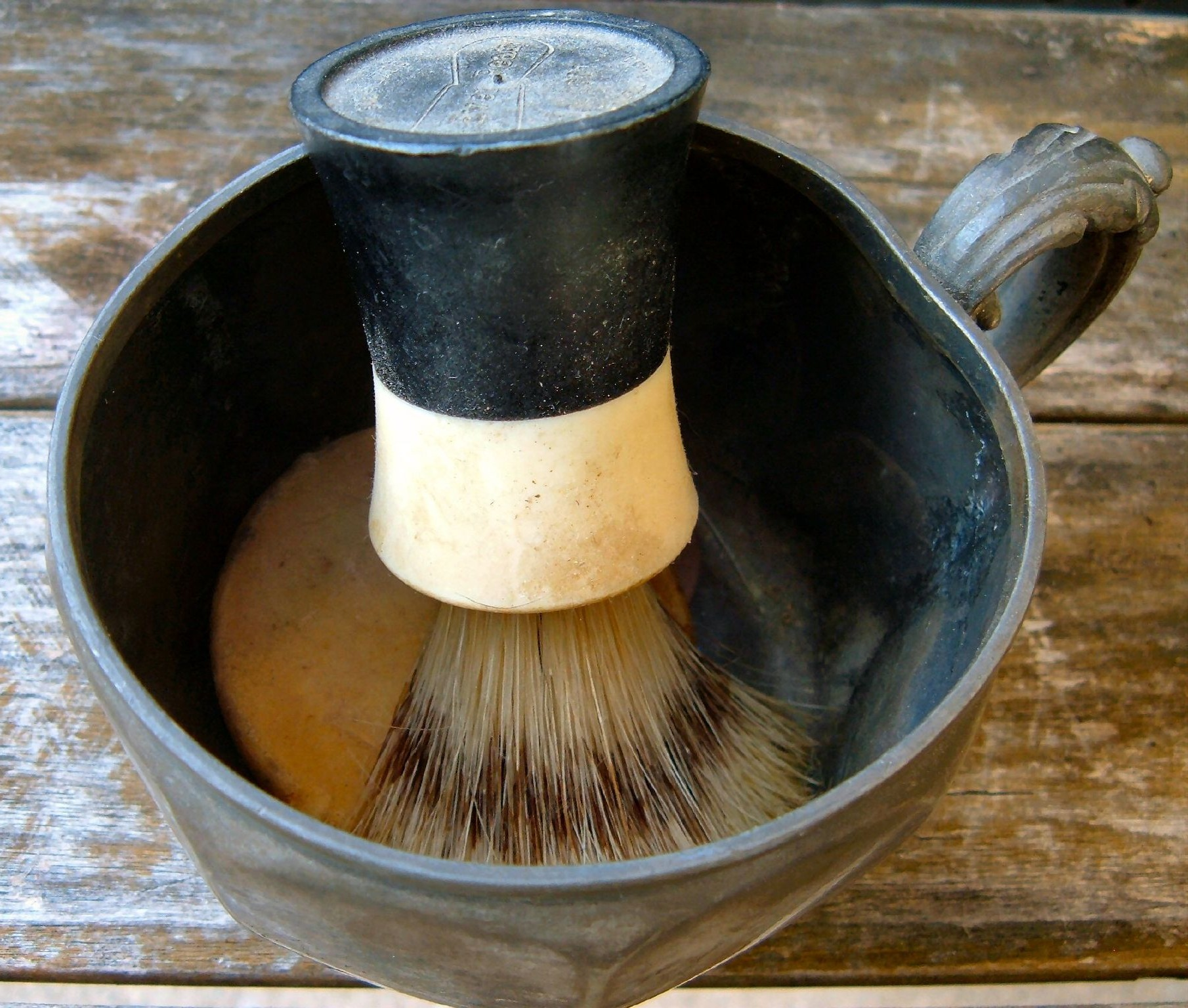
Кухоль для гоління з помазком

Ку́холь, зменш.-пестл. ку́хлик (від пол. kufel < сер.-в.-нім. küefel < дав.-в.-нім. kuofa — «бочка», «кухва») або кру́жка (від прсл. krǫgь), також розм. ква́рта — товстостінний глиняний, металевий, а згодом скляний, посуд з ручкою для вживання напоїв (молока, меду, пива). Місткість кухля здебільшого 0,5-1 л.

Коно́вка або коні́вка — висока, здебільшого звужена вгорі кварта.
На пивний кухоль нерідко наносять символіку пивоварної компанії або сорту пива, тому кухлі найчастіше використовуються виробниками пива для просування свого товару на ринку шляхом постачання торговельним підприємствам. Також такі кухлі розігруються ними в ході різних рекламних акцій. Для підставки під пивний кухоль використовують бірдекель.

## Цікаво
В Україні розробили кухоль «Travel Cup», що визначає якість води. Зокрема «Travel Cup» може аналізувати рівень солей, кислотність, нітрати, температуру кореляції цих елементів. Крім того, «Travel Cup» може дезінфікувати рідину за допомогою ультрафіолетової лампи, вмонтованої в кришку чашки.

## Галерея

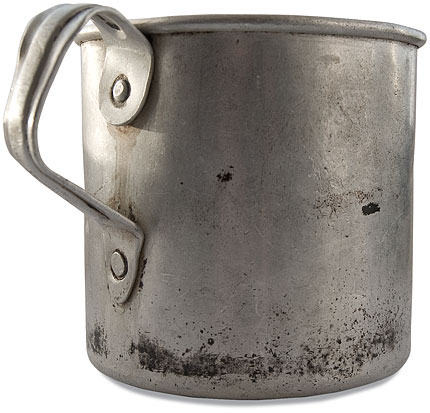
Алюмінієвий кухоль. 1930-ті рр.
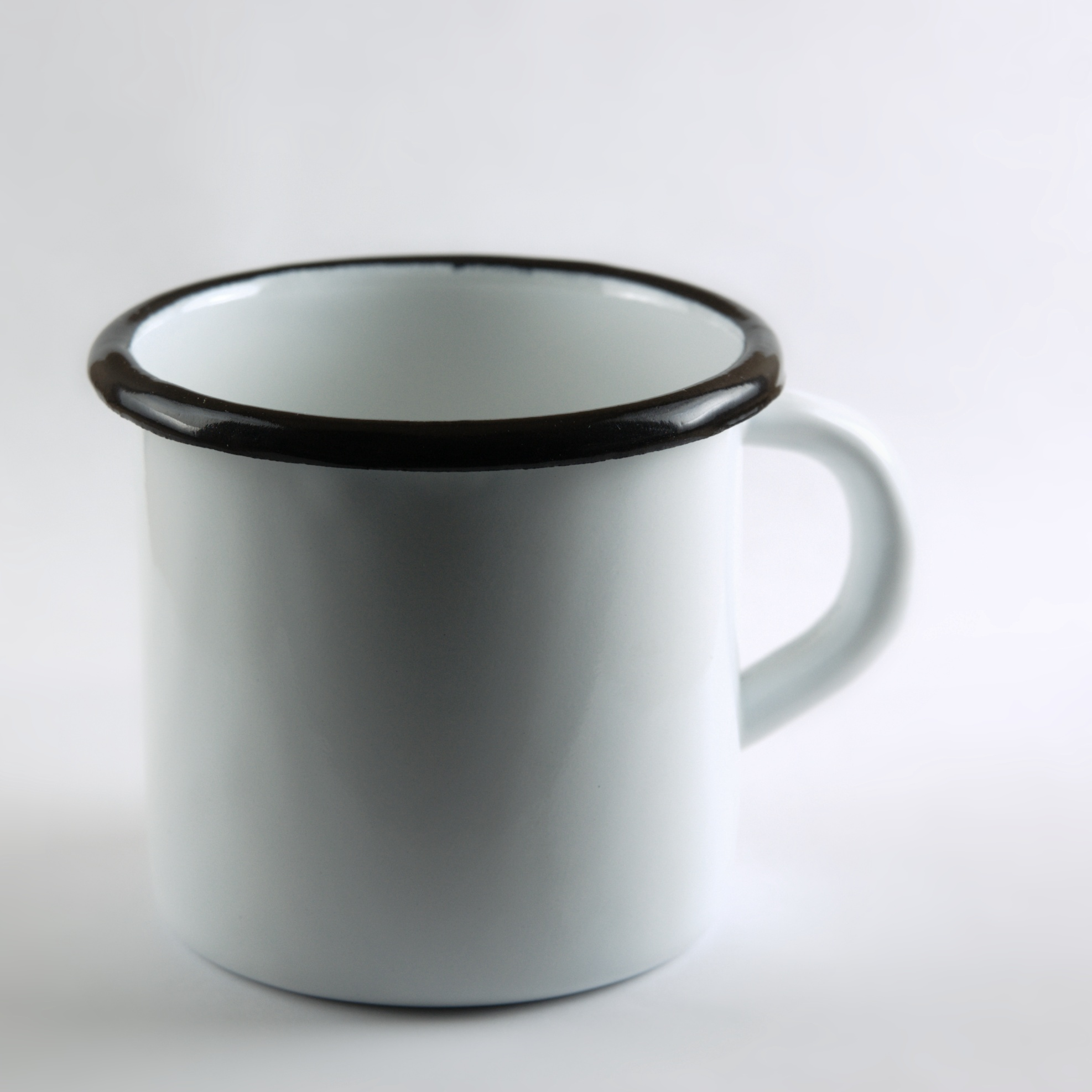
Емальований кухоль
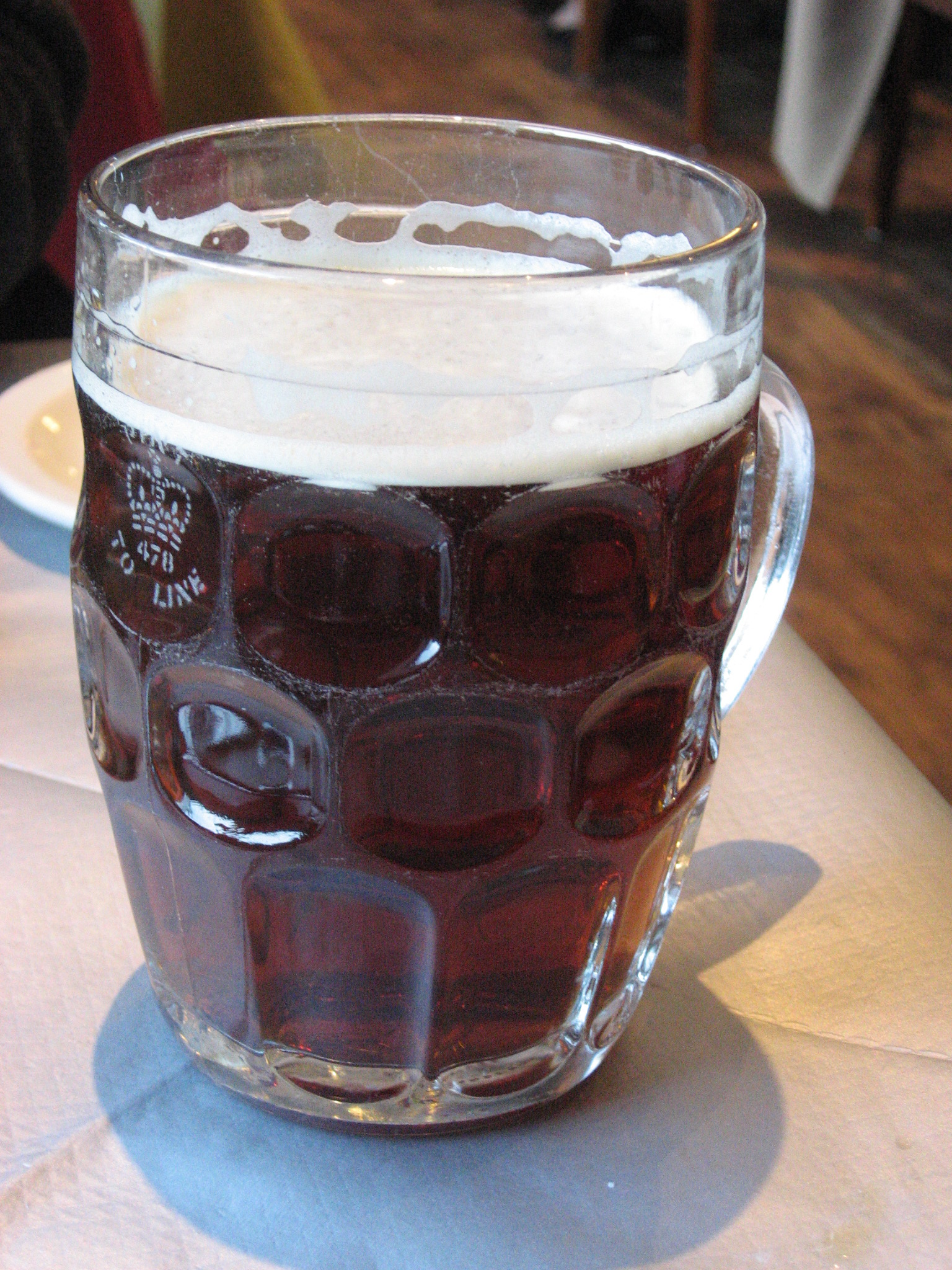
Класичний пивний кухоль
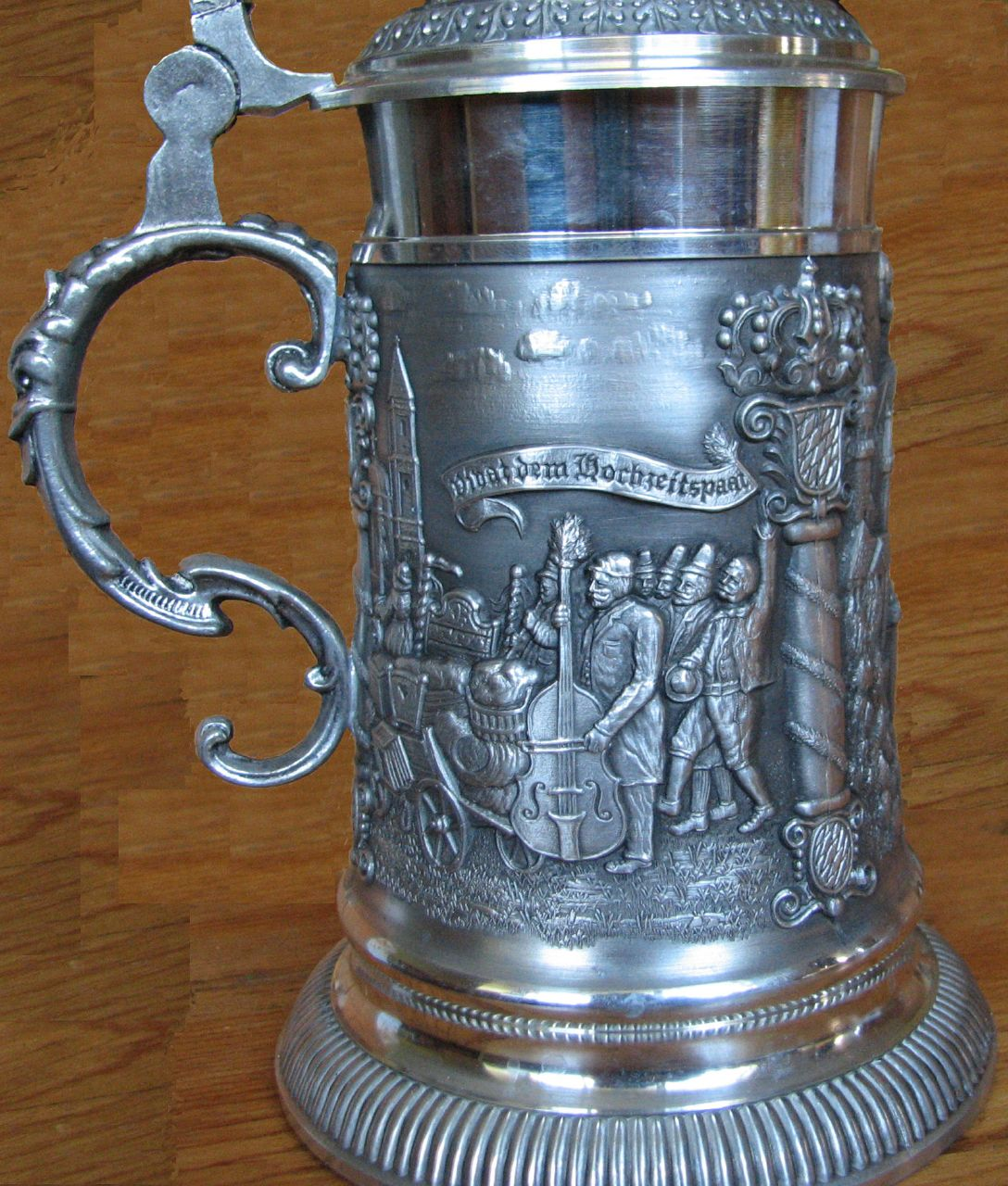
Металевий пивний кухоль з кришкою
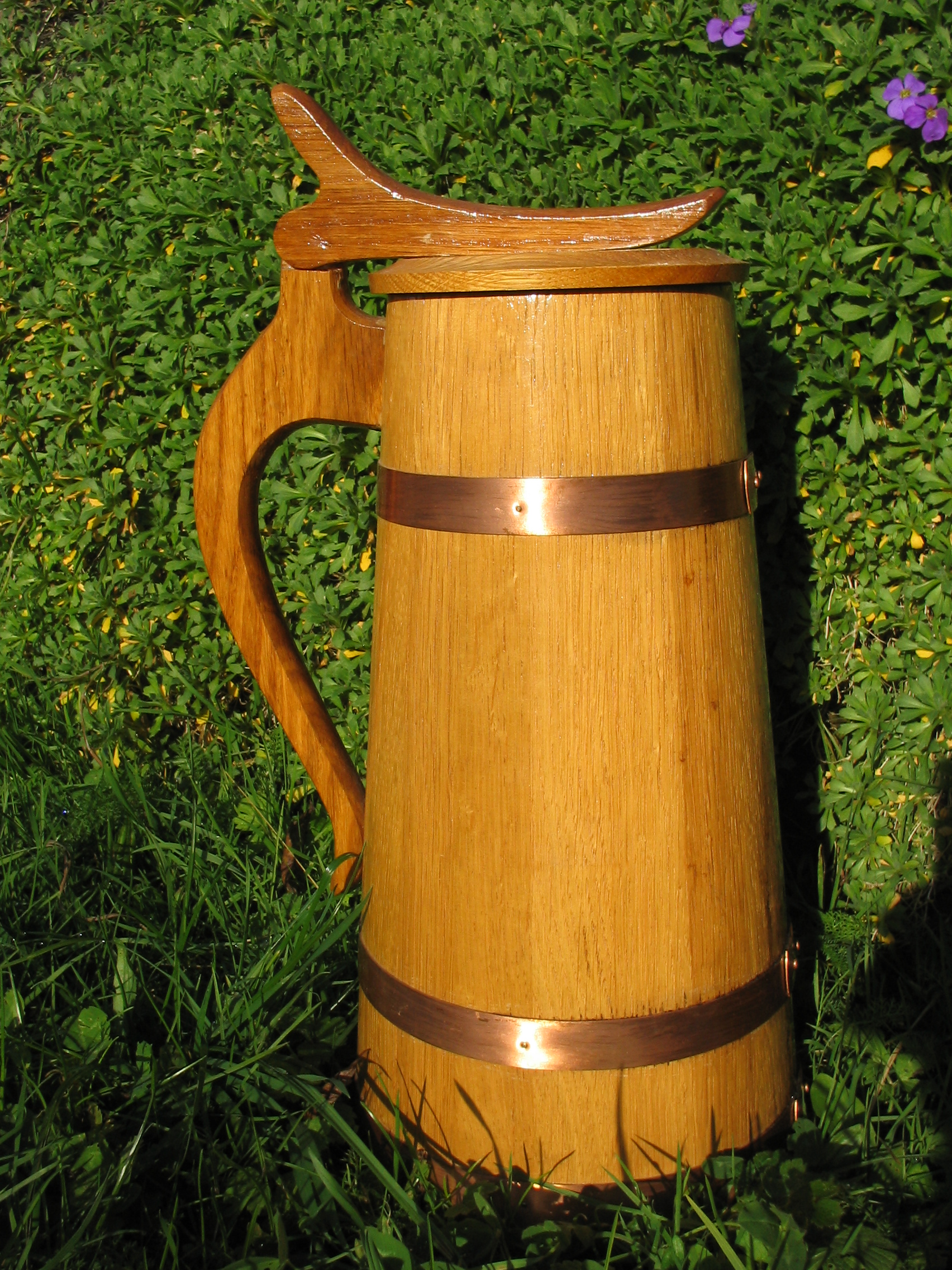
Кінва — дерев'яний кухоль
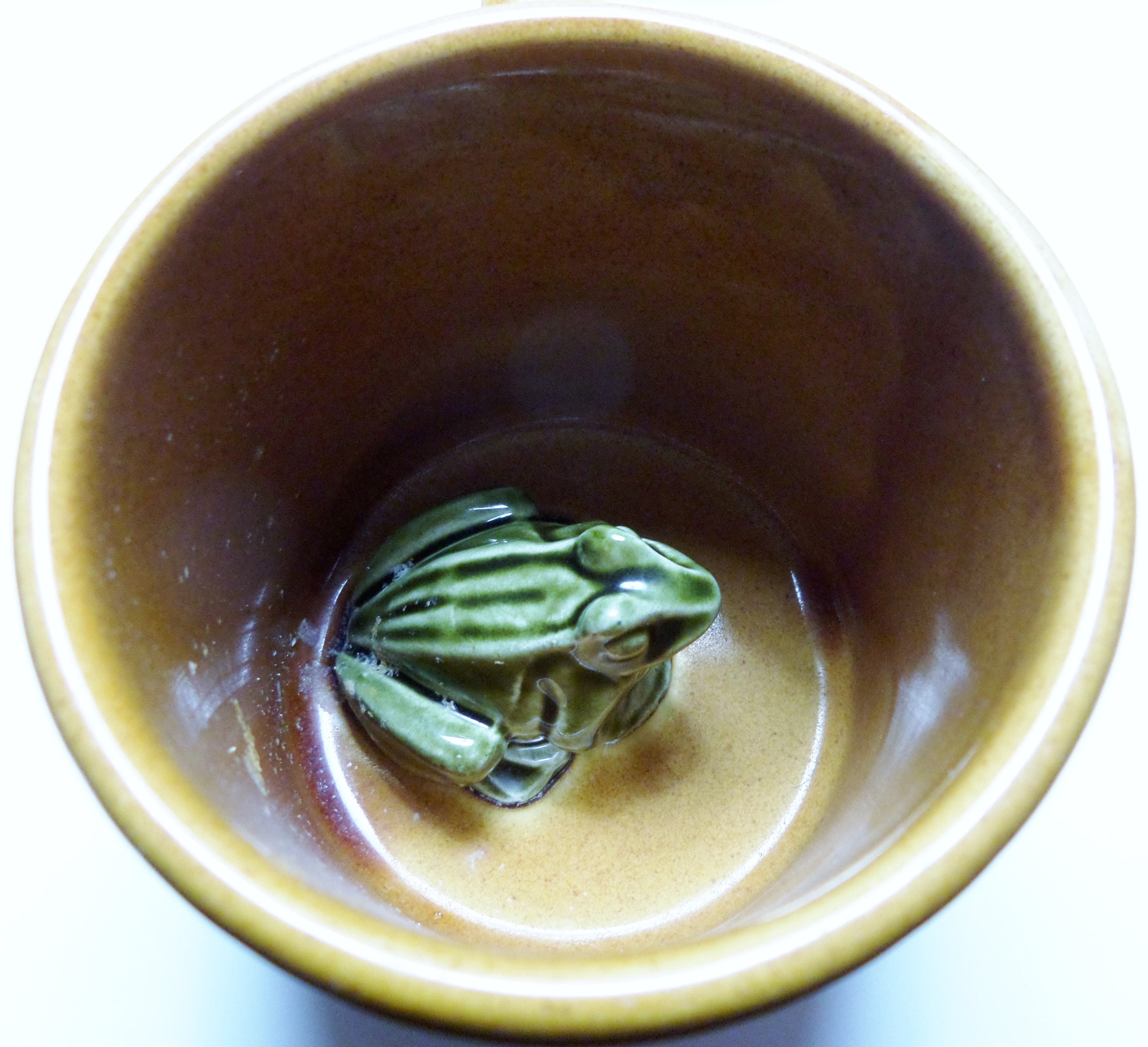
«Жаб'ячий кухоль» — засіб для розіграшу
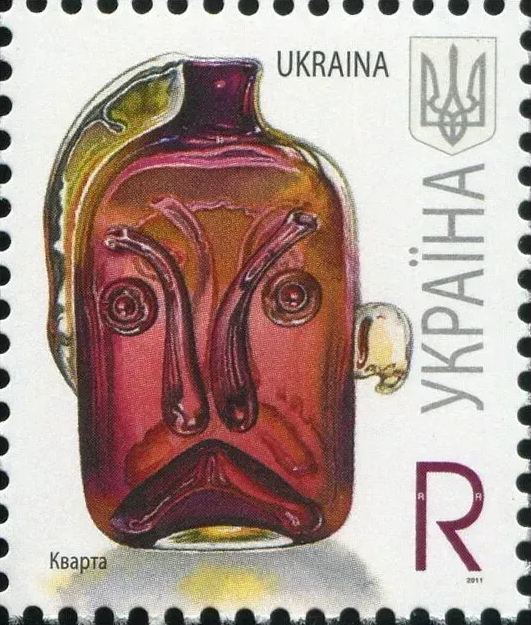
Поштова марка "Кварта, R", Пошта України, 2007 рік
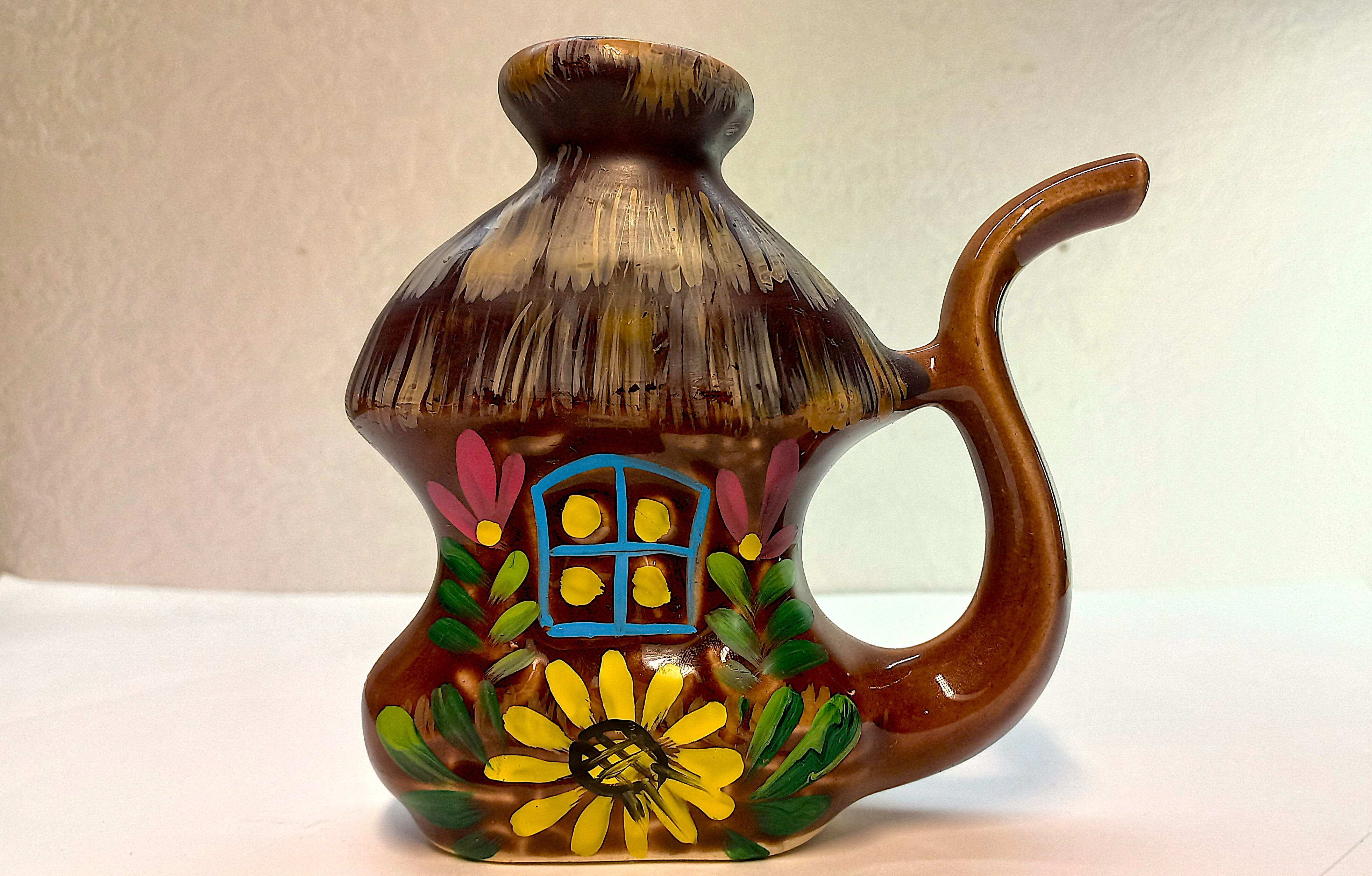
Курортний кухоль
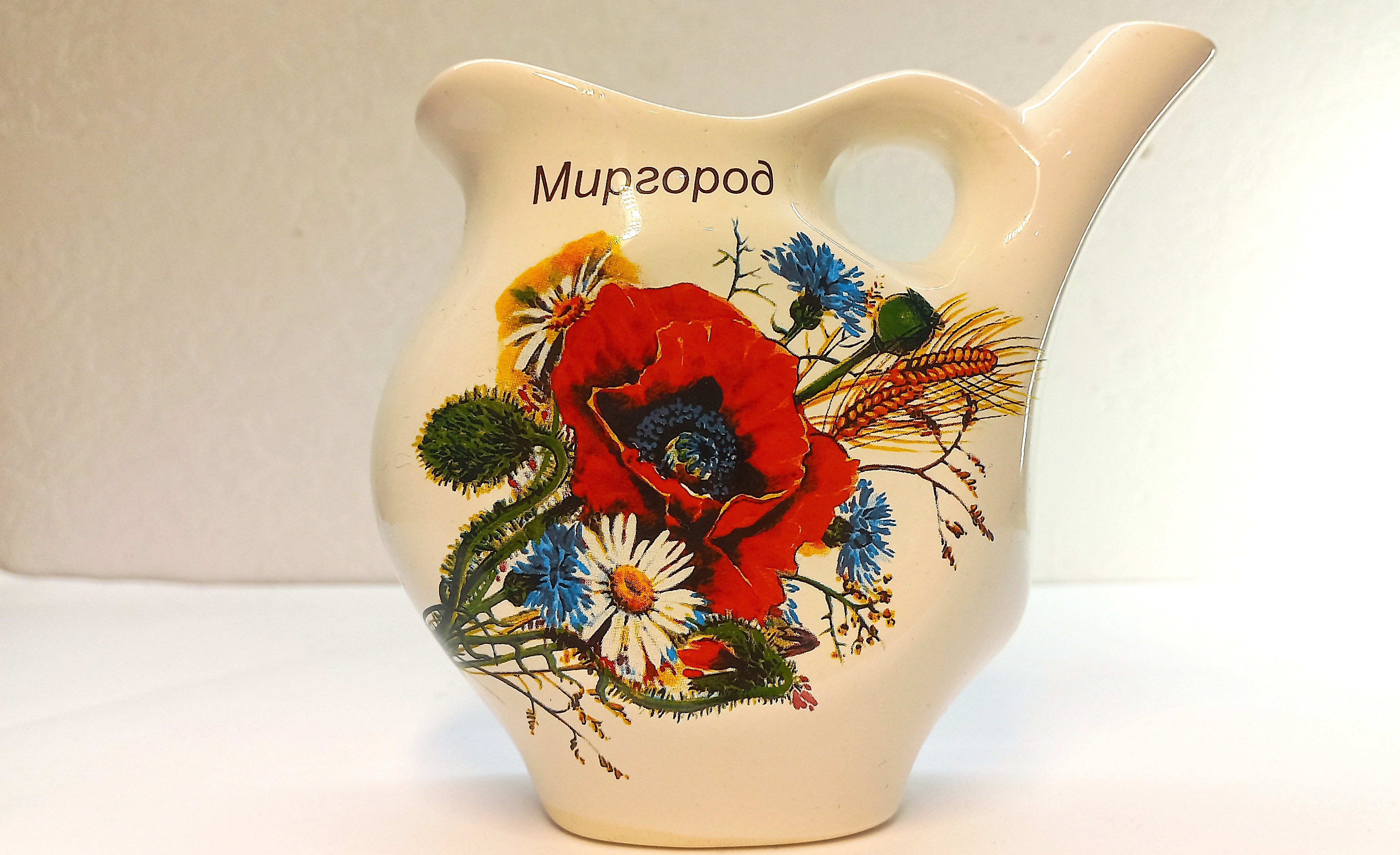
Курортна бюветниця